# POJO
 POJO  (англ. Plain Old Java Object) — „Простий старий Java-об'єкт“, простий Java-об'єкт, не успадкований від якогось специфічного об'єкта і який не реалізує жодних службових інтерфейсів окрім тих, які потрібні для бізнес-моделі.
Термін, придуманий Мартіном Фаулером з коллегами для протиставляння EJB (Enterprise JavaBeans), оскільки відсутність гучного терміна для простих об'єктів призводила до того, що молоді Java-програмісти зневажливо до них ставилися, вважаючи що тільки EJB «врятують світ».
Концепція POJO з'явилася як результат пошуку шляхів полегшення і спрощення методів програмування для задач, які вимагали від бізнес-об'єктів різнобічної функціональності, включаючи зберігання об'єктів в базі даних, вебінтерфейс тощо. Рішення було знайдено в вигляді платформ (бібліотек), заснованих на інтроспекції.

## Plain Old CLR Object
Користувачі .NET Framework такі об'єкти називають Plain Old CLR Object, або POCO. Існує й альтернативна назва — Plain Old .NET Object, або PONO.